# 宿苞山矾
宿苞山矾（学名：Symplocos persistens）为山矾科山矾属下的一个种。

## 扩展阅读
- 維基物種上的相關：宿苞山矾